# Blauwmanteldoornsnavel
De blauwmanteldoornsnavel (Chalcostigma stanleyi) is een vogel uit de familie Trochilidae (kolibries). De vogel is genoemd naar de Engelse natuuronderzoeker Edward Smith-Stanley.

## Verspreiding en leefgebied
Deze soort komt voor van Ecuador tot het westelijke deel van Centraal-Bolivia en telt drie ondersoorten:
- C. s. stanleyi: Ecuador.
- C. s. versigulare: noordelijk Peru.
- C. s. vulcani: van zuidelijk Peru tot het westelijke deel van Centraal-Bolivia.